# إريك الثاني عشر
إريك الثاني عشر أو إريك ماغنوسن (بالسويدية: Erik Magnusson؛ 1339 - 21 يونيو 1359)؛ كان ملك السويد، وأيضا لورد سكونا في الفترة ما بين 1344 إلى 1359، كان حاكمًا مناصفاً مع والده الملك ماغنوس الرابع منذ عام 1356 حتى وفاته.
إن الإشارة إلى إريك ماغنوسون باسم الملك إريك الثاني عشر هي اختراع لاحق، بحيث بدأ هذا العد التنازلي من إريك الرابع عشر (1560-1568)؛ وتم اعتمد هو وشقيقه كارل التاسع (1604–1611) الأرقام وفقًا لتاريخ وهمي للسويد، عدد الملوك السويديين الذين يحملون اسم إريك قبل إريك الرابع عشر (سبعة على الأقل) غير معروفين، ويعود تاريخهم إلى عصور ما قبل التاريخ، سيكون من المضاربة محاولة تثبيت رقم دقيق رياضيًا على هذا الملك، الذي يعُتقد آحيانا بـ إريك السادس.

## السيرة الذاتية
كان إريك نجل الملك ماغنوس إريكسون (1316-1374) وحفيد إريك دوق سودرمانلاند (حوالي. 1282-1318)؛ في عام 1343 تم انتخاب إريك وشقيقه هوكون باعتبارهم ورثة لعرش السويد والنرويج على التوالي، وتزوج عام 1356 من بياتريكس البافارية (1344- 25 ديسمبر 1359)؛ هي ابنة الإمبراطور لودفيغ الرابع وزوجته الثانية مارغريت الأولى كونتيسة هولندا شقيقة الملكة فيليبا زوجة إدوارد الثالث ملك إنجلترا.
ومنذ 1355 استلم شقيقه الأصغر هوكون العرش النرويجي عام 1355، مما أدى إلى حل الاتحاد السابق بين تلك الدول، وفي عام 1357 أجبر التمرد السويدي الملك ماغنوس على تقاسم حكم السويد مع ابنه إريك، الذي سُمح له بالسيطرة على معظم سكونا وفنلندا، تأسس الحكم المشترك للسويد مرة أخرى في عام 1359 عندما تصالح الأب والابن وشاركا في حكم السويد حتى وفاته بعد بضعة أشهر، وبعد فترة وجيزة من وفاته توفيت زوجته بياتريكس أيضًا، ويعتقد بشكل عام أن كلاهما ماتا بسبب الموت الأسود.